# Omega Centauri
ω Centauri (Omega Centauri, kurz ω Cen, auch als NGC 5139 bezeichnet) ist ein Kugelsternhaufen im Sternbild Zentaur. Er hat einen scheinbaren Durchmesser von 55′ und eine scheinbare Helligkeit von 5,3 mag. Damit ist er der hellste Kugelsternhaufen des Himmels und schon mit bloßem Auge als kleines Nebelfleckchen sichtbar. Er hat auch die größte absolute Helligkeit, da er der mit Abstand massereichste Kugelsternhaufen unserer Milchstraße ist. Innerhalb der Lokalen Gruppe wird er an Größe nur von Mayall II, einem Kugelsternhaufen der Andromedagalaxie, übertroffen. Omega Centauri enthält rund 10 Millionen Sterne.

## Forschungsgeschichte
Obwohl ω Centauri kein Stern ist, bekam er eine Bayer-Bezeichnung. Das Objekt unterscheidet sich von anderen Kugelsternhaufen, weil es mehrere Sternpopulationen beinhaltet. Forschungen, die mit dem Hubble-Weltraumteleskop, der Gaia-Raumsonde und dem Gemini-Observatorium durchgeführt wurden, zeigen, dass es sich bei ω Centauri möglicherweise um den Kern einer Zwerggalaxie handelt, deren äußere Sterne mittlerweile von der Milchstraße aufgenommen wurden. Die Analyse der zentralen Sterne ergab zudem Hinweise auf die Existenz eines Schwarzen Loches mit 40.000 Sonnenmassen im Zentrum, wobei die gewonnenen Daten jedoch auch alternative Hypothesen zulassen. Schließlich führte die Auswertung von Beobachtungen mit dem Hubble-Weltraumteleskop zur Bestätigung. Durch die detaillierte Analyse der Sternbewegungen konnte im Zentrum von ω Centauri ein Mittelschweres Schwarzes Loch mit einer Masse von mindestens 8200 Sonnenmassen nachgewiesen werden.

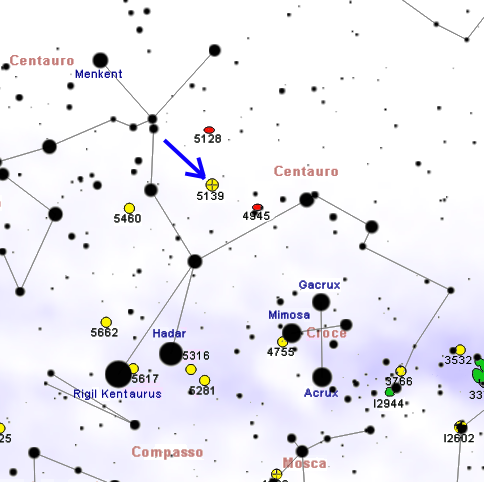
Position im Sternbild Zentaur
Hochaufgelöste Aufnahme des Zentrums mittels des Hubble-Weltraumteleskops, Bildfeld 9' x 9'
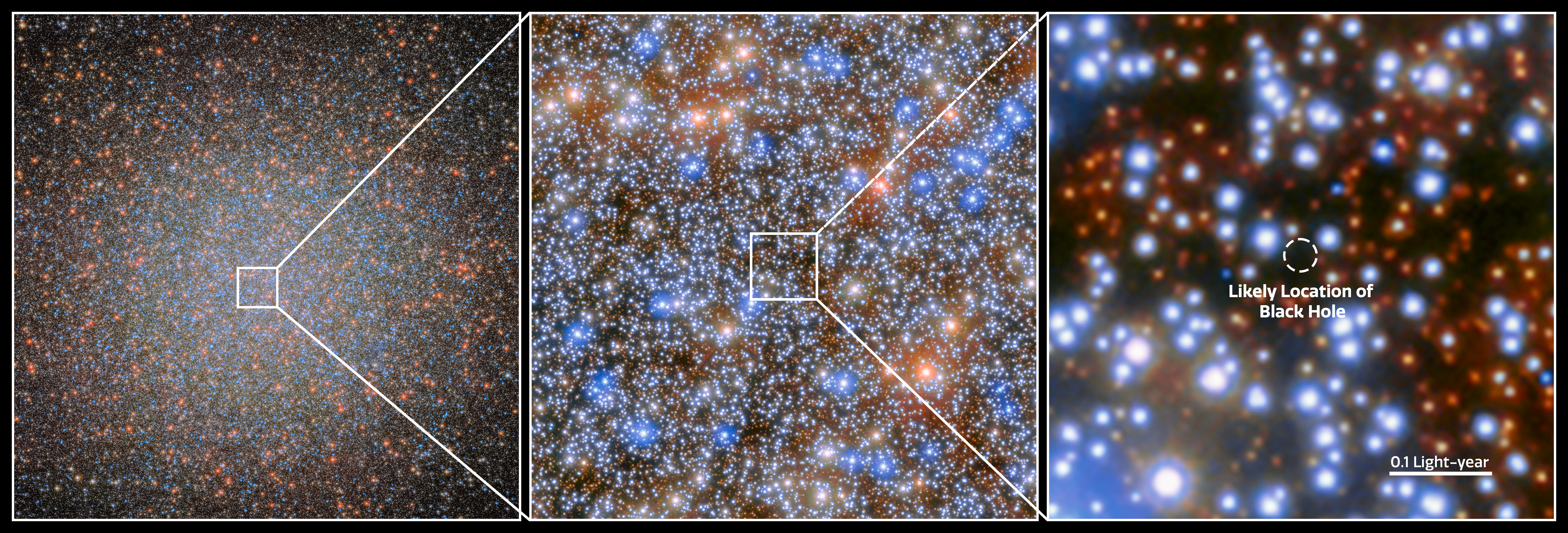
Vermutete Position des Schwarzen Lochs in der Aufnahme des Hubble-Weltraumteleskops
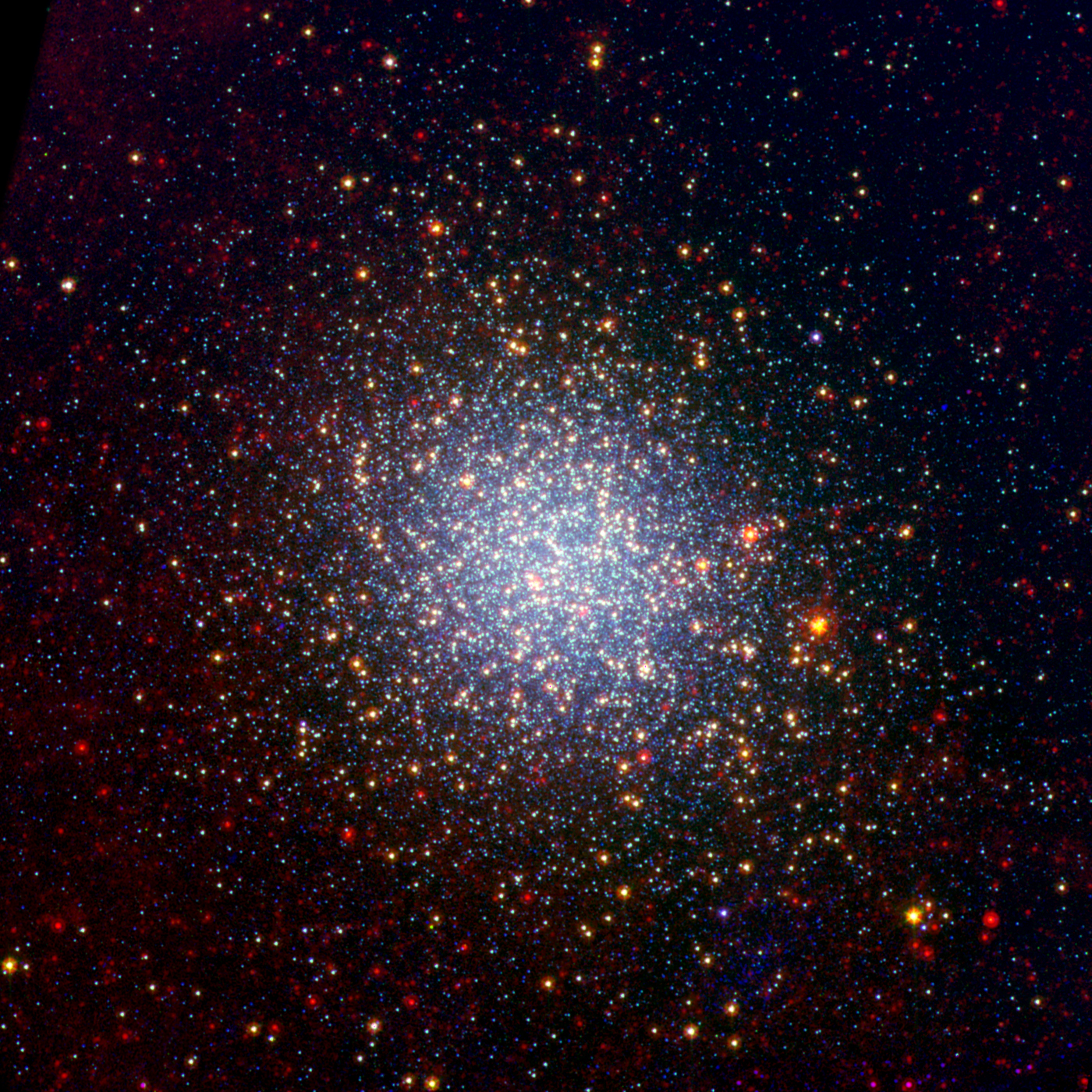
Infrarotaufnahme des Spitzer-Weltraumteleskops